# Fredrik, prins av Wales
Prins Fredrik, prins av Wales (Fredrik Ludvig; tyska: Friedrich Ludwig; engelska: Frederick Louis), född 1 februari 1707 i Hannover, död 31 mars 1751 i London, var en brittisk tronföljare. Han var son till kung Georg II och Caroline av Ansbach. 
Då prins Fredrik avled före sin far gick tronen efter faderns död till Fredriks äldste son som av eftervärlden är känd som kung Georg III.

## Biografi
Prins Fredrik uppfostrades i Hannover likt sin far och farfar. Han fick 1717 titeln hertig av Gloucester och 1727 hertig av Edinburgh. Han kom till Storbritannien 1728, strax efter faderns trontillträde, och fick samtidigt som tronföljare titeln prins av Wales. I England mottogs han kyligt av sin far, som han blivit oense med på grund av giftermålsangelägenheter. Han samlade omkring sig en oppositionell krets och intrigerade mot den ledande ministern Walpole. 
Tvisterna med fadern fortsatte även sedan Fredrik Ludvig gift sig med Augusta av Sachsen-Gotha, och 1737 fördrevs han formligen från hovet. Prinsen var föga begåvad, utsvävande och opålitlig, men åtnjöt likväl en viss popularitet, mest på grund av att hans far och hans bror, hertigen av Cumberland, var så impopulära.

### Familj

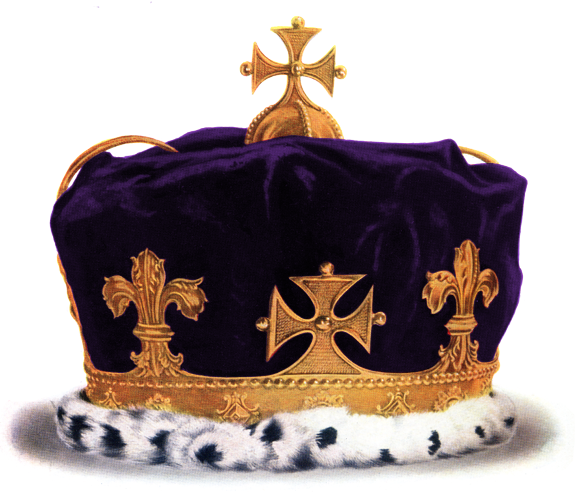
Kronan tillverkad 1728 för prinsen av Wales som bars av prins Fredrik under hans fars kröning till kung. Kronan är bevarad i Towern tillsammans med de andra regalierna.

Han ingick äktenskap 1736 med Augusta av Sachsen-Gotha (1719–1772).
De hade följande barn:
1. Augusta Fredrika, Princess Royal (1737–1813), gift med furst Karl Vilhelm Ferdinand av Braunschweig-Wolfenbüttel.
2. Kung Georg III (1738–1820), kung av Storbritannien samt kung av Hannover från 1760. Gift med Charlotte av Mecklenburg-Strelitz.
3. Prins Edward Augustus, hertig av York och Albany (1739–1767), ogift.
4. Prinsessan Elisabeth Caroline (1741–1759), ogift och sjuklig.
5. Prins Vilhelm Henrik, hertig av Gloucester och Edinburgh (1743–1805), gift i hemlighet 1766 med Maria Walpole.
6. Prins Henrik Fredrik, hertig av Cumberland och Strathearn, (1745–1790), gift 1771 med Anne Luttrell.
7. Prinsessan Louisa Anne (1749–1768), ogift och dog i tuberkulos.
8. Prins Fredrik Vilhelm (1750–1765), ogift och sjuklig.
9. Caroline Mathilde (1751–1775), gift med kung Kristian VII av Danmark.